# Alexander O. Shirley
Alexander Ogilvie Shirley, MBE, (14 de maio de 1927 – 4 de janeiro de 2016) foi um jogador de críquete, funcionário público e ativista social das Ilhas Virgens Britânicas que foi pioneiro no desenvolvimento de críquete no território. Ele serviu como o Contabilista Geral das Ilhas Virgens Britânicas a partir de 1967 até sua aposentadoria em 1987.